# Août 1869

## Événements
- 9 août : fondation à Eisenach du parti ouvrier social-démocrate par August Bebel et Wilhelm Liebknecht, champion de l’internationalisme prolétarien.
- 21 août, France : le général Le Bœuf succède au maréchal Niel comme ministre de la Guerre.

## Naissances
- 13 août : Tony Garnier, architecte français.
- 21 août : Alice Schille, peintre américaine († 6 novembre 1955).
- 25 août : Charles William Jefferys, artiste peintre et auteur.
- 27 août : Laura Martínez de Carvajal, première femme médecin et première ophtalmologiste cubaine († 24 janvier 1941).

## Décès
- 13 août : Adolphe Niel, maréchal de France et ministre de la Guerre.
- 26 août : Henri Leys, peintre et graveur belge (° 18 février 1815).